# اینگار نیلسن
اینگار نیلسن (انگلیسی: Ingar Nielsen; ۲۹ اوت ۱۸۸۶ – ۲۱ ژانویهٔ ۱۹۶۳) قایقران قایق بادبانی اهل نروژ بود.